# Petrophytum caespitosum
Petrophytum caespitosum är en rosväxtart som först beskrevs av Thomas Nuttall, och fick sitt nu gällande namn av Per Axel Rydberg. Petrophytum caespitosum ingår i släktet Petrophytum och familjen rosväxter. Utöver nominatformen finns också underarten P. c. elatius.

## Bildgalleri

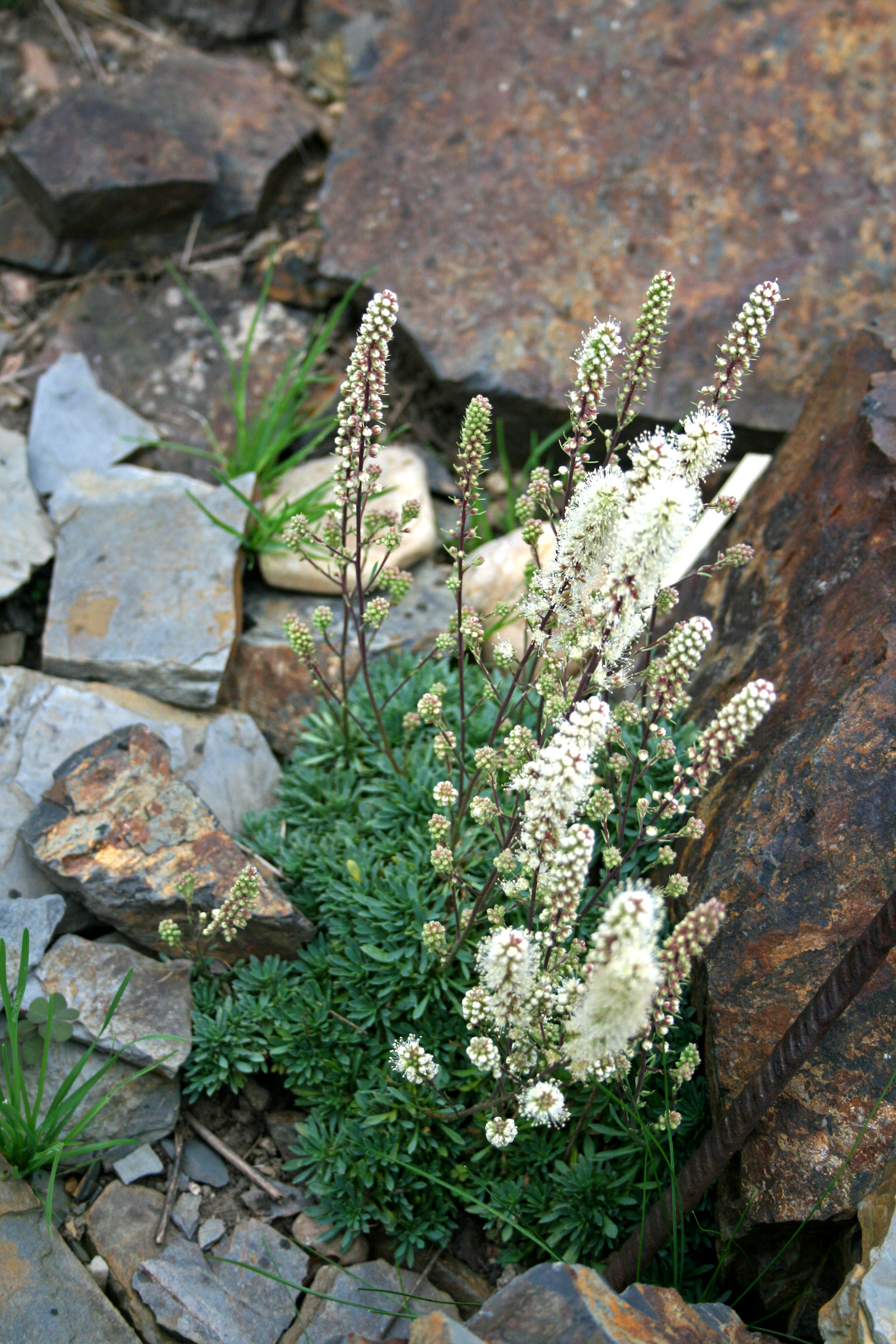
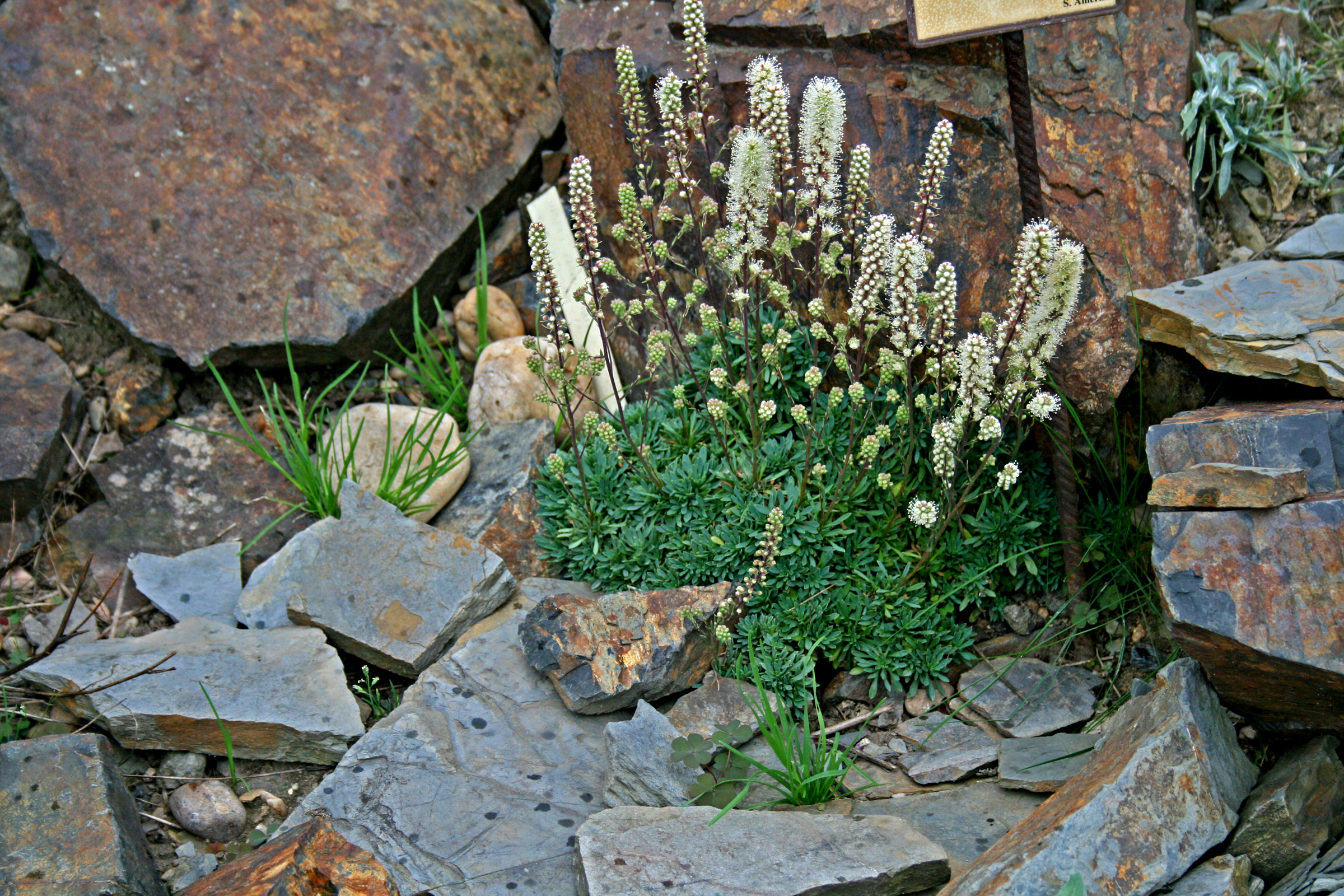
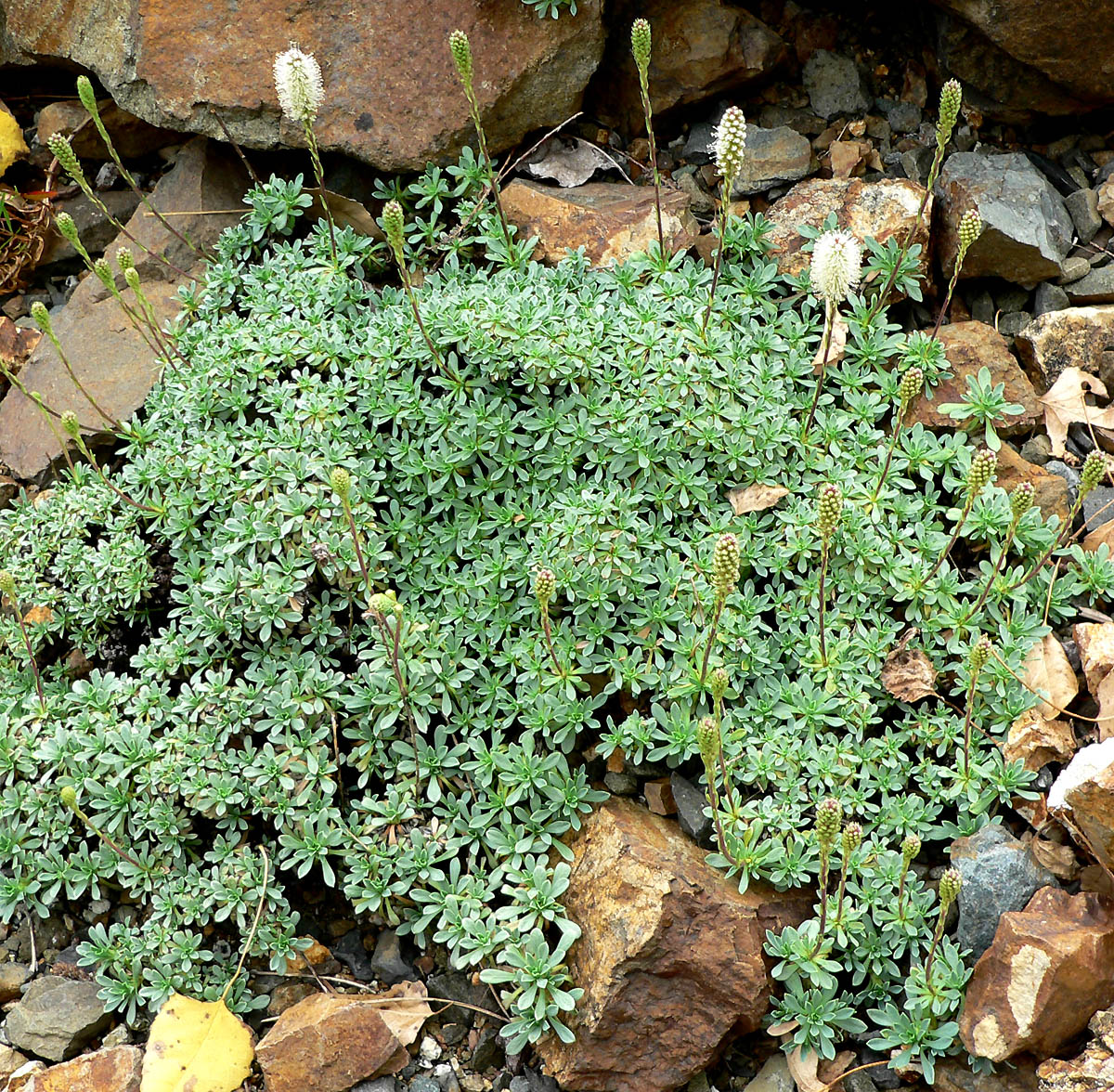
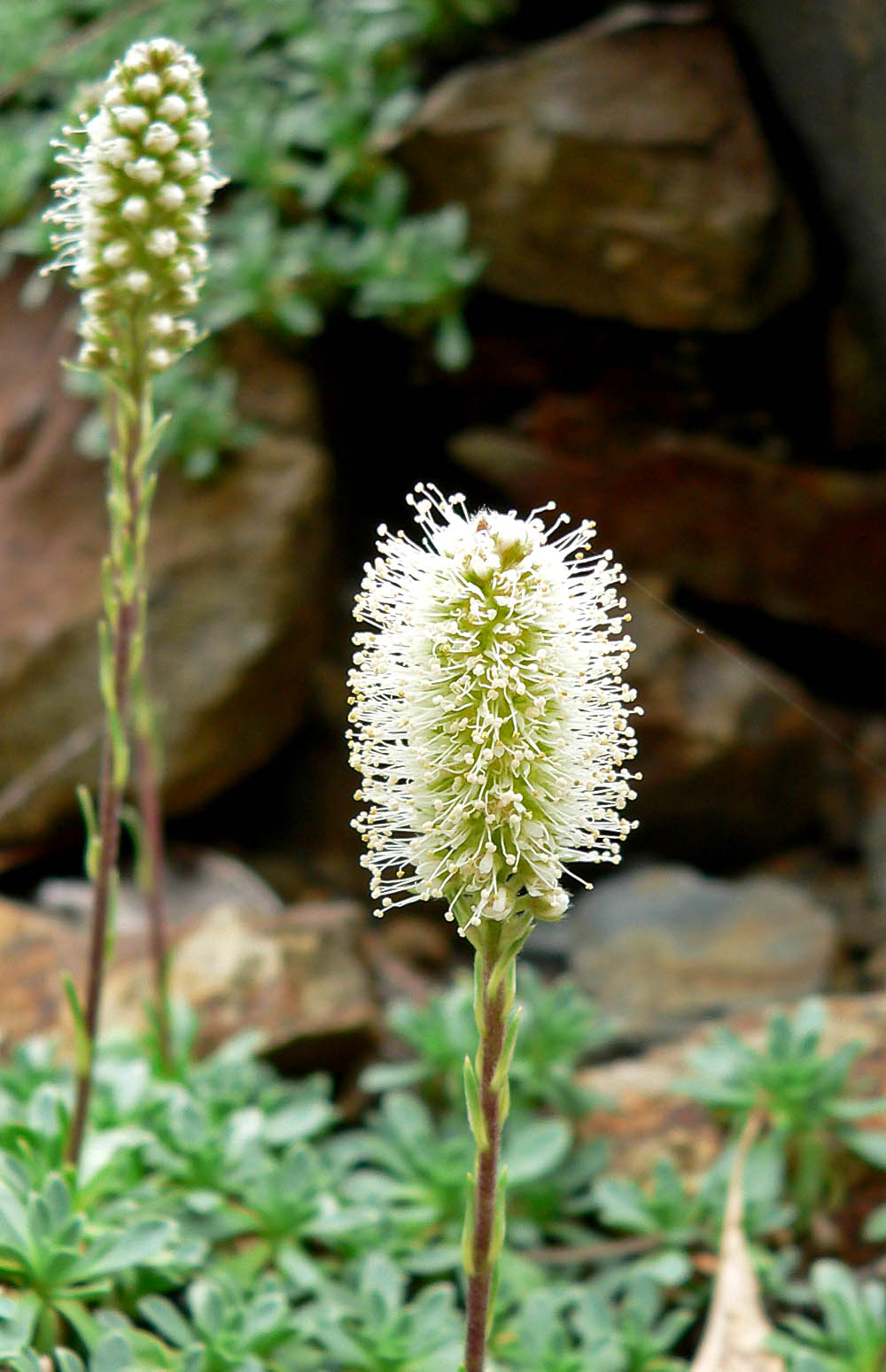
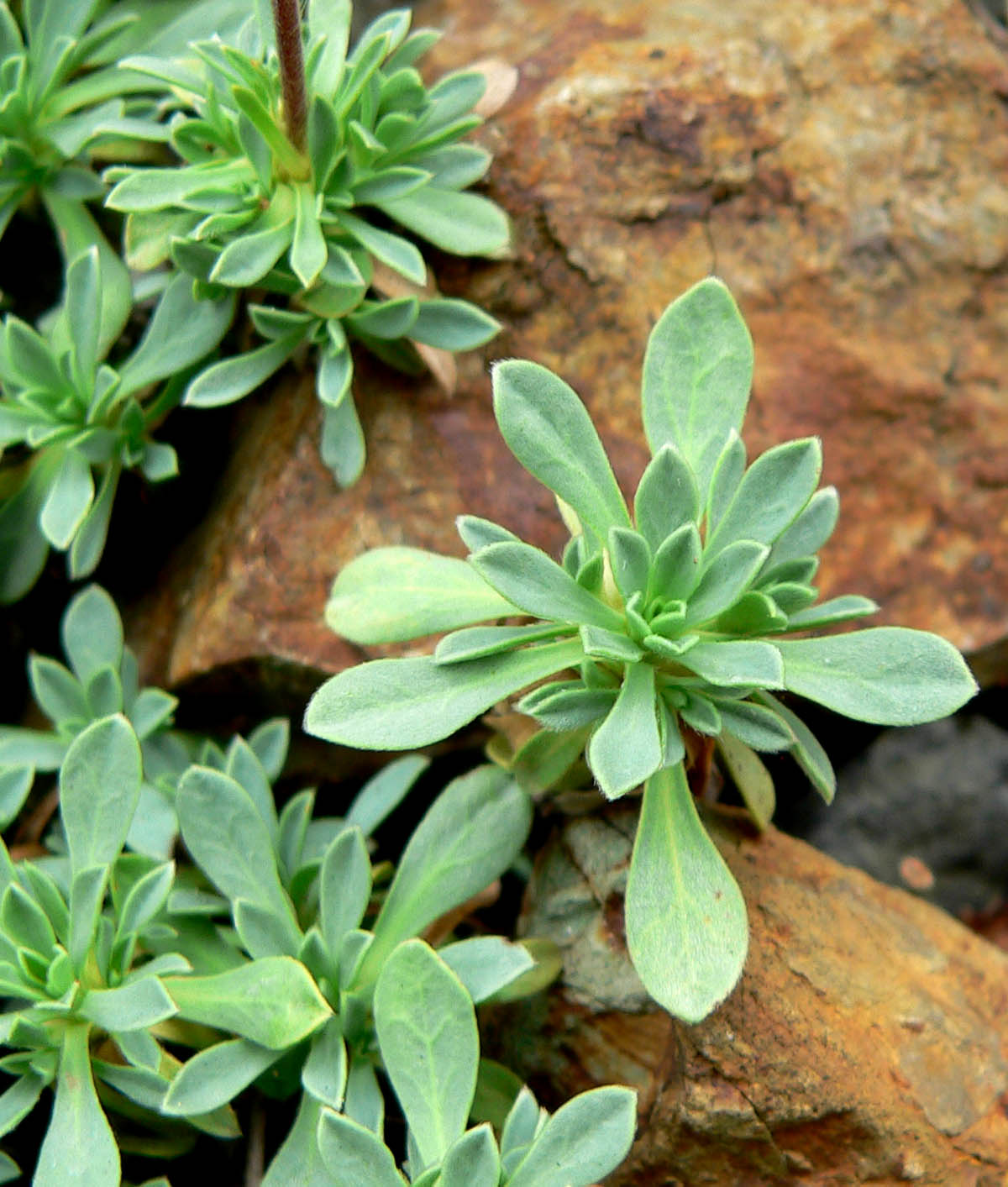
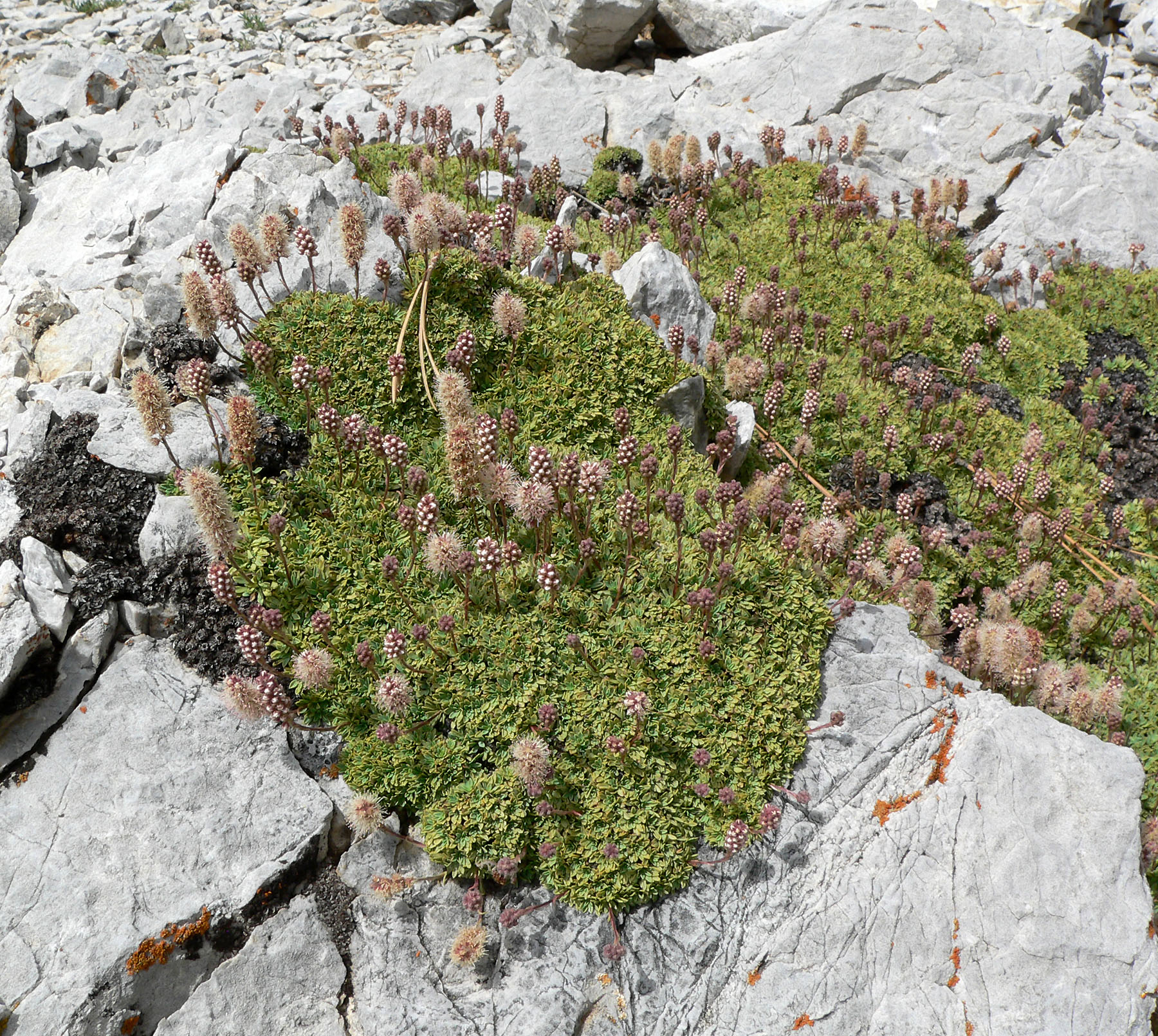